# Herrschaft Beinheim

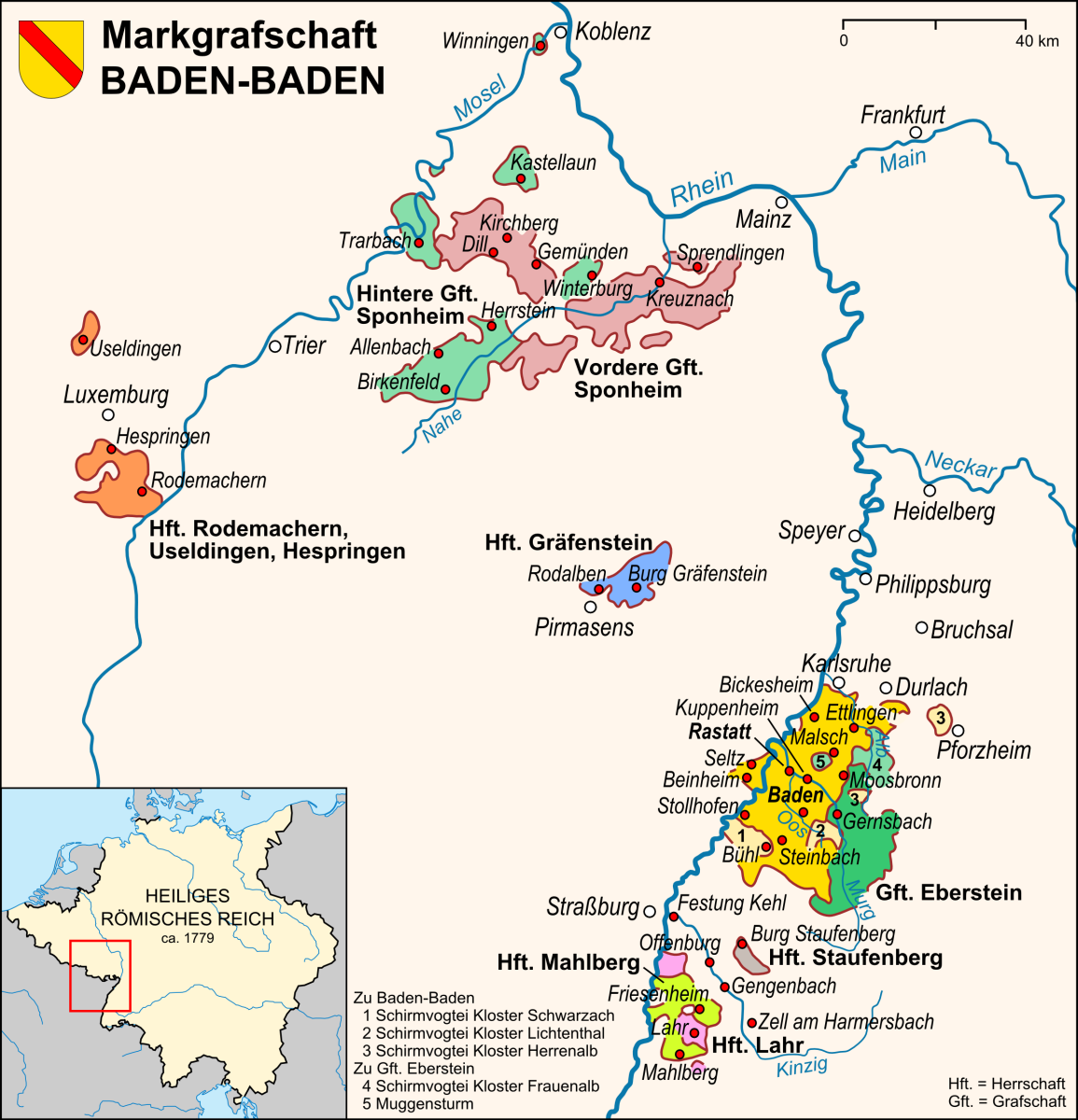
Karte der Markgrafschaft Baden-Baden mit der Herrschaft Beinheim

Die Herrschaft Beinheim (mit Leutenheim und Neuhäusel) mit Sitz in Beinheim, heute eine französische Gemeinde im Département Bas-Rhin in der Region Elsass, kam bei der Teilung Badens zur Markgrafschaft Baden-Baden.
Ende des 18. Jahrhunderts kam die Herrschaft an Frankreich.